# Sateliții galileeni

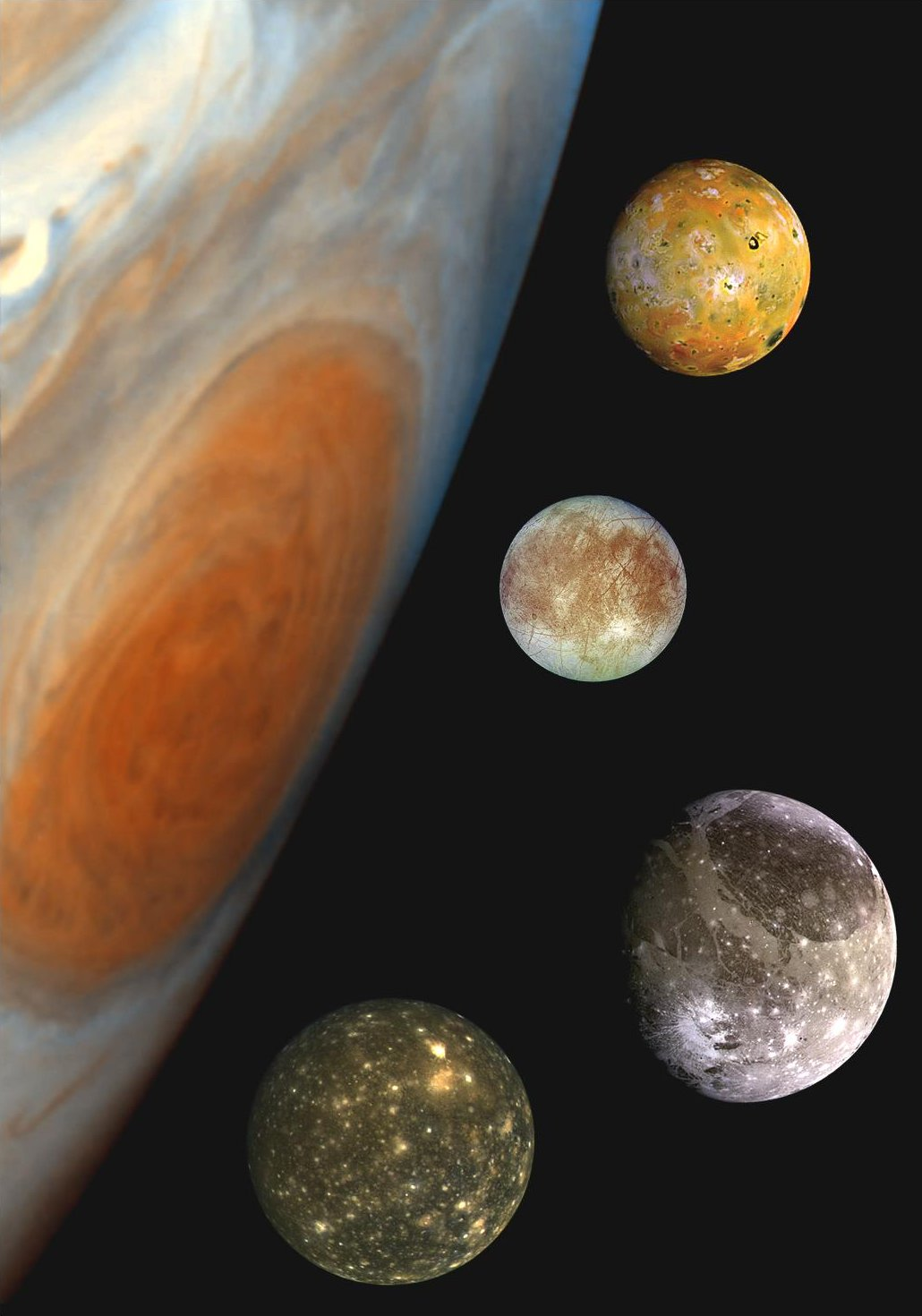
Imagine comparativă a dimensiunilor celor patru sateliţi galileeni și a planetei Jupiter. De sus în jos: Io, Europa, Ganymede, Callisto
(Imaginea este un montaj).

Sateliții galileeni sunt cei patru sateliți naturali ai lui Jupiter descoperiți de Galileo Galilei în ianuarie 1610. Aceștia sunt cei mai mari sateliți ai lui Jupiter. Trei dintre ei au fost denumiți în cinstea iubitelor lui Zeus (Io, Europa și Callisto), iar cel de-al patrulea în cinstea „îndrăgitului” său, Ganymede. Sateliții galileeni sunt printre cele mai masive obiecte din Sistemul Solar, în afară de Soare și cele opt planete, având raze mai mari decât planetele pitice. Cei trei sateliți interiori – Ganymede, Europa și Io – întrețin raporturi de rezonanță orbitală de 1:2:4.
Cei patru sateliți au fost descoperiți între 1609 și 1610, când Galileo a adus unele îmbunătățiri telescopului său, care i-au permis să observe corpurile cerești mai distinct decât a fost posibil înainte. Descoperirea lui Galileo a arătat importanța telescopului ca instrument pentru astronomi, dovedind că există obiecte în spațiu care nu pot fi văzute cu ochiul liber. Mult mai important este faptul că descoperirea unor sateliți care nu orbitează în jurul planetei Pământ a fost o lovitură puternică împotriva teoriei geocentrice a lui Ptolemeu, conform căreia toate corpurile cerești se învârt în jurul Pământului.
La început, Galileo și-a denumit descoperirea Cosmica Sidera („Stelele lui Cosimo”), dar denumirile au fost alese, în cele din urmă, de astronomul german Simon Marius. Marius a descoperit sateliții independent, în același timp ca și Galileo și le-a dat denumirile actuale (propuse de către Johannes Kepler) în lucrarea sa Mundus Jovialis, publicată în 1614.

## Membri
Simulările sugerează că ar fi putut exista mai multe generații de sateliți galileeni în istoria timpurie a planetei Jupiter. Fiecare generație de sateliți a urmat o traiecorie spirală către Jupiter și a fost distrusă, din cauza frecării cu discul protoplanetar al lui Jupiter, iar noii sateliți s-au format din resturile rămase. În perioada în care s-a format generația actuală, resturile s-au diminuat în asemenea măsură încât nu mai interferau cu orbita sateliților. Satelitul Io este anhidru și probabil interiorul său este constituit din piatră și metal. Se presupune că satelitul Europa conține gheață și apă în proporție de 8% din masă, restul fiind piatră. Sateliții galileeni sunt, în ordinea creșterii distanței față de Jupiter:
| Nume                 | Imagine | Modelul interiorului satelitului I E G C | Diametru (km)          | Masă (kg) | Densitate (g/cm³) | Axa semimajoră (km) | Perioada orbitală (zile) (relativă) | Înclinație (°) | Excentricitate |
| -------------------- | ------- | ---------------------------------------- | ---------------------- | --------- | ----------------- | ------------------- | ----------------------------------- | -------------- | -------------- |
| Io Jupiter I         |         |                                          | 3660.0 ×3637.4 ×3630.6 | 8.93×1022 | 3.528             | 421,800             | 1.769 (1)                           | 0.050          | 0.0041         |
| Europa Jupiter II    |         |                                          | 3121.6                 | 4.8×1022  | 3.014             | 671,100             | 3.551 (2)                           | 0.471          | 0.0094         |
| Ganymede Jupiter III |         |                                          | 5262.4                 | 1.48×1023 | 1.942             | 1,070,400           | 7.155 (4)                           | 0.204          | 0.0011         |
| Callisto Jupiter IV  |         |                                          | 4820.6                 | 1.08×1023 | 1.834             | 1,882,700           | 16.69 (9.4)                         | 0.205          | 0.0074         |